# Lambdazismus
Lambdazismus oder auch Lateralisierung nennt man in der Sprachwissenschaft einen Lautwandel, bei dem ein bestimmter Laut durch /l/ ersetzt wird. Die Bezeichnung Lambdazismus leitet sich vom griechischen Buchstaben Lambda (= L) ab, während Lateralisierung auf die phonetische Terminologie (Lateral) Bezug nimmt. Beispiele für Lambdazismen gibt es in vielen Sprachen und Dialekten, u. a. auch im Deutschen. Sehr häufig ist dabei der Lautwandel eines Dentals (etwa /d/) zu einem /l/, aber auch andere Konsonanten können zu einem lateralen Konsonanten verschoben werden. Dieser ist häufig ein stimmhafter lateraler alveolarer Approximant [⁠l⁠], aber als Endprodukt des Lambdazismus können auch andere Laterale erscheinen.

## Lambdazismus in deutschen Mundarten
Der Lambdazismus in deutschen Mundarten wird in der einschlägigen Literatur auch d-Lambdazismus genannt, da in einigen vor allem westmitteldeutschen Dialekten der Laut /d/ oder /t/ zwischen zwei Vokalen durch /l/ ersetzt wird.
Ortsdialekte mit Lambdazismus findet man beispielsweise in
- den drei Orten Altstrimmig, Mittelstrimmig und Liesenich des Strimmiger Bergs[3][4][5][6] (Dialektgruppe: Moselfränkisch)
- den drei Orten Panzweiler, Schauren und Walhausen des Kirchspiels Blankenrath (Dialektgruppe: Moselfränkisch)
- Birkenfeld (Dialektgruppe: Westpfälzisch)
- Ensheim (Saar)[7][8] (Dialektgruppe: Lothringisch)[9]
- Altrip, nicht weit entfernt von der folgenden Gruppe[10] (Dialektgruppe: Vorderpfälzisch)
- Dossenheim, Feudenheim, Heddesheim, Schriesheim, Ladenburg, heute fast völlig durch „Sprachreparatur“ verschwunden (Dialektgruppe: Kurpfälzisch)
- Eisemroth, Tringenstein, Übernthal, Wallenfels[11] (Dialektgruppe: Mittelhessisch)

## Lambdazismus in den iranischen Sprachen
In einigen ostiranischen Sprachen erscheint der uriranische Dental (/d/ oder /t/) als /l/. Die genaue Entwicklung lief in den jeweiligen Sprachen teilweise unterschiedlich ab, aber es gibt deutliche Parallelen. So wurde aus dem uriranischen Zahlwort *dása- ‘zehn’ im Baktrischen λασο (laso), im Paschto las und im Jidgha los. Ähnlich entsprechen uriranischem *dugdár/*duxtár ‘Tochter’ im Baktrischen λογδα ~ λογδο (logda ~ logdo), im Paschto lur und im Mundschi lúγda. Im Paschto werden auch der alte Frikativ *θ und der stimmlose Dental *t unter bestimmten Umständen zu /l/, etwa in Paschto plən ‘weit’ < *paθana- oder plār ‘Vater’ < *pitár-.

## Lambdazismus in weiteren Sprachen
In der Nuristan-Sprache Prasun findet sich ein dem ostiranischen Lambdazismus ähnelnder Lautwandel. Hier werden ebenfalls alte Dentale unter bestimmten Umständen zu /l/ verschoben. Da dieser Lautwandel in den anderen Nuristansprachen nicht vorkommt, wird hier baktrisch-ostiranischer Einfluss angenommen.